# 赤い電車 (鉄道関連製品製造会社)
株式会社赤い電車 (あかいでんしゃ) は、日本の鉄道グッズメーカーである。

## 概要
当初は同名の喫茶店であったが、大手飲食チェーン店の進出の一方、店舗で使用しているマグカップの購入希望が多かったこともあり、後に鉄道グッズ製作・販売に参入し喫茶店は閉店した。キーホルダーや鉄道模型を主に発売している。鉄道グッズ販売店として京急百貨店内に販売店舗「レッド・トレイン」を構えていた。
店名・会社名の由来として、前代表の高田博史が京急1000形電車 (初代)にひかれて京浜急行電鉄ファンになったことから、真岡時代の店頭にはデハ1052先頭部の実物を、小山市駅南町にはデハ1185先頭部の実物を置いている。デハ1052先頭部はのちに保存団体に引き取られ、2020年10月よりポッポの丘に置かれている。

## 沿革
- 1988年8月、栃木県真岡市にて、前代表高田博史が軽食・喫茶店として「カフェステーション赤い電車」[2]開店。
- 1990年10月、マグカップなどのオリジナルグッズ販売開始。
- 1996年より鉄道グッズ製造・販売に参入した。1997年に喫茶店を閉店し、1999年に小山市駅南町へ移転。
- 2003年3月、小山市に有限会社アートクリエーションを設立。10月には京急百貨店に「レッドトレイン」を出店。
- 2006年に有限会社アートクリエーションから、株式会社赤い電車へ改組・商号変更した。
- 2018年7月に井上健太が代表取締役社長に就任し、8月31日に小山市駅南町から同市神鳥谷に移転[4]。
  - 前代表取締役社長の高田は、デハ1185先頭部とともに小山市駅南町に残り、グッズ販売や鉄道模型のレンタルレイアウト店「電車ごっこ1185」として独立開店した。
- 2021年3月28日をもって、京急百貨店のレッド・トレインを閉店[5]

## 主な製品
- 駅名ストラップ
- 駅名キーホルダー
- 駅名クリーナーストラップ
- 電車イラストグッズ
- レプリカグッズ
- 文房具
- 目覚まし時計
- 鉄道模型 (金属製Nゲージ)